# Gecko (layout engine)
Gecko er en open source webbrowser layout engine, som bliver brugt i alle Mozilla-software produkter og afledte programmer, inklusive seneste Netscape-udgivelser.
Programmet er skrevet i C++  og er licenseret under MPL/ GPL/ LGPLs triplelicens.
Gecko er konstrueret til at understøtte åbne internet-standarder.